# Dallmayr
Alois Dallmayr er en tysk fødevarevirksomhed indenfor catering, delikatesser, te og kaffe. De har hovedkvarter i München, hvor virksomheden er grundlagt i år 1700. I 2021 havde de 4.669 ansatte og en omsætning 913 mio. euro.